# Susanthika Jayasinghe
Susanthika Jayasinghe (Atnawala, 17 december 1975) is een Sri Lankaanse sprintster, die gespecialiseerd is in de 100 en 200 m. Ze werd meervoudig Aziatisch kampioene, Sri Lankaans kampioene en won een zilveren medaille op de Olympische Spelen.

## Biografie

### Achtergrond
Jayasinghe is geboren in een arme familie in het plaatsje Atnawala, dat vlak bij Colombo ligt. Toen ze werd geboren was haar vader, een voormalig taxichauffeur, werkloos. Door gebrek aan trainingsfaciliteiten en wetenschappelijk onderbouwde trainingen was het voor haar moeilijk om aan de top te komen. Haar broers en zussen moedigden haar altijd aan en waren zelf succesvol op school bij sportwedstrijden.

### Eerste succes
Haar eerste succes behaalde Susanthika Jayasinghe in 1994 door op de Aziatische juniorenkampioenschappen in New Delhi een gouden medaille te winnen op de 200 meter. In datzelfde jaar won ze op dezelfde discipline een zilveren medaille bij de Aziatische Spelen in het Japanse Hiroshima.
In 1997 vertegenwoordigde ze haar land op de wereldkampioenschappen atletiek 1997 in Athene op de 200 m. Hier won ze een zilveren medaille, wat het keerpunt betekende in haar atletiekcarrière. Met een tijd van 22,39 eindigde ze achter de Oekraïense Zhanna Pintusevich (goud; 22,32) en voor de Jamaicaanse Merlene Ottey (brons; 22,40). Bij terugkeer in haar land werd ze feestelijk onthaald.
Op de Olympische Spelen van 2000 in Sydney werd Jayasinghe derde achter de Amerikaanse Marion Jones (goud) en de Bahamaanse Pauline Davis-Thompson (zilver). Later, in 2007, werd door de diskwalificatie van Marion Jones de bronzen medaille doorgeschoven naar een zilveren plak. Tijdens deze Spelen droeg ze een gele band om aandacht te vragen voor de oneerlijke verkiezingen en wantoestanden in haar land. In 2002 won ze de 100 m op de Aziatische Spelen in een tijd van 11,15.
Op de wereldkampioenschappen atletiek 2007 in Osaka won Susanthika Jayasinghe op 31-jarige leeftijd een bronzen medaille op de 200 m. Ze streek hiermee een prijzengeld op van 20.000 dollar. Ze nam in Osaka ook deel aan de 100 m, maar werd op dit nummer in de voorrondes uitgeschakeld met een tijd van 11,13. Op 1 september werd ze gekozen in de atletencommissie van de IAAF. Ze is hiermee samen met Koji Murofushi (Japan), Mohammed Al Azemi (Koeweit) en Hamdon Awadh Al Bishi (Saoedi-Arabië) een van de vier Aziatische atleten in de in totaal achttien zetels tellende commissie.

### Dopingverdachte
In april 1998 werd Jayasinghe positief bevonden op het gebruik van het verboden spierversterkende middel nandrolon. Toen bleek dat de IAAF dit onvoldoende kon onderbouwen, besloot men vier maanden later de zaak te seponeren. Dit monster zou van haar zijn afgenomen, omdat ze weigerde het bed te delen met de minister van Sport uit haar land. Het urinemonster werd niet voor haar ogen verzegeld en kwam later positief terug. In de Asian Tribune liet ze optekenen: "De strijd begon toen de man seks met me wilde. Ik zei nee, ik ben al getrouwd. [...] Dit is onzin. Ik gebruik geen doping en ben nog nimmer positief getest".

## Titels
- Aziatisch kampioene 100 m - 2002, 2007
- Aziatisch kampioene 200 m - 1995, 2002, 2007
- Sri Lankaans kampioene 100 m - 2003
- Sri Lankaans kampioene 200 m - 2003
- Aziatisch juniorenkampioene 200 m - 1994

## Persoonlijke records
Outdoor
| Onderdeel | Prestatie | Datum             | Plaats   |
| --------- | --------- | ----------------- | -------- |
| 100 m     | 11,04 s   | 9 september 2000  | Yokohama |
| 200 m     | 22,28 s   | 28 september 2000 | Sydney   |

Indoor
| Onderdeel | Prestatie | Datum            | Plaats    |
| --------- | --------- | ---------------- | --------- |
| 50 m      | 6,31 s    | 25 februari 2001 | Liévin    |
| 60 m      | 7,09 s    | 7 februari 1999  | Stuttgart |
| 200 m     | 22,99 s   | 9 maart 2001     | Lissabon  |

## Palmares

### 100 m
- 1994:  Aziatische juniorenkampioenschappen - 11,49 s
- 1995:  Zuid-Aziatische Spelen - 11,34 s
- 1995:  Aziatische kampioenschappen - 11,37 s
- 2002:  Aziatische Spelen - 11,15 s
- 2002:  Aziatische kampioenschappen - 11,29 s
- 2002: 4e Gemenebestspelen - 11,08 s
- 2002:  Wereldbeker - 11,20 s
- 2006:  Aziatische Spelen - 11,34 s
- 2007:  Aziatische kampioenschappen - 11,19 s

### 200 m
- 1994:  Aziatische juniorenkampioenschappen - 23,16 s
- 1994:  Aziatische Spelen - 23,57
- 1995:  Zuid-Aziatische Spelen - 22,95 s
- 1995:  Aziatische kampioenschappen - 23,00 s
- 1997:  WK - 22,30 s
- 1999: 8e Grand Prix Finale - 23,13 s
- 2000:  OS - 22,28 s
- 2001: 4e WK indoor - 23,24 s
- 2002:  Aziatische kampioenschappen - 22,84 s
- 2002: 4e Wereldbeker - 22,82 s
- 2004:  Zuid-Aziatische Spelen - 23,49 s
- 2006:  Aziatische Spelen - 23,42 s
- 2007:  Aziatische kampioenschappen - 22,99 s
- 2007:  WK - 22,63 s